# Akodon torques
Akodon torques је врста глодара из породице хрчкова (лат. Cricetidae). 

## Распрострањење
Ареал врсте је ограничен на једну државу. Перу је једино познато природно станиште врсте.

## Станиште
Станишта врсте су шуме и травна вегетација. Врста је присутна на планинском венцу Анда у Јужној Америци, на висинама од 2.000 до 3.500 метара.

## Угроженост
Ова врста је наведена као последња брига, јер има широко распрострањење и честа је врста.